# Manuel Bocarro Francês

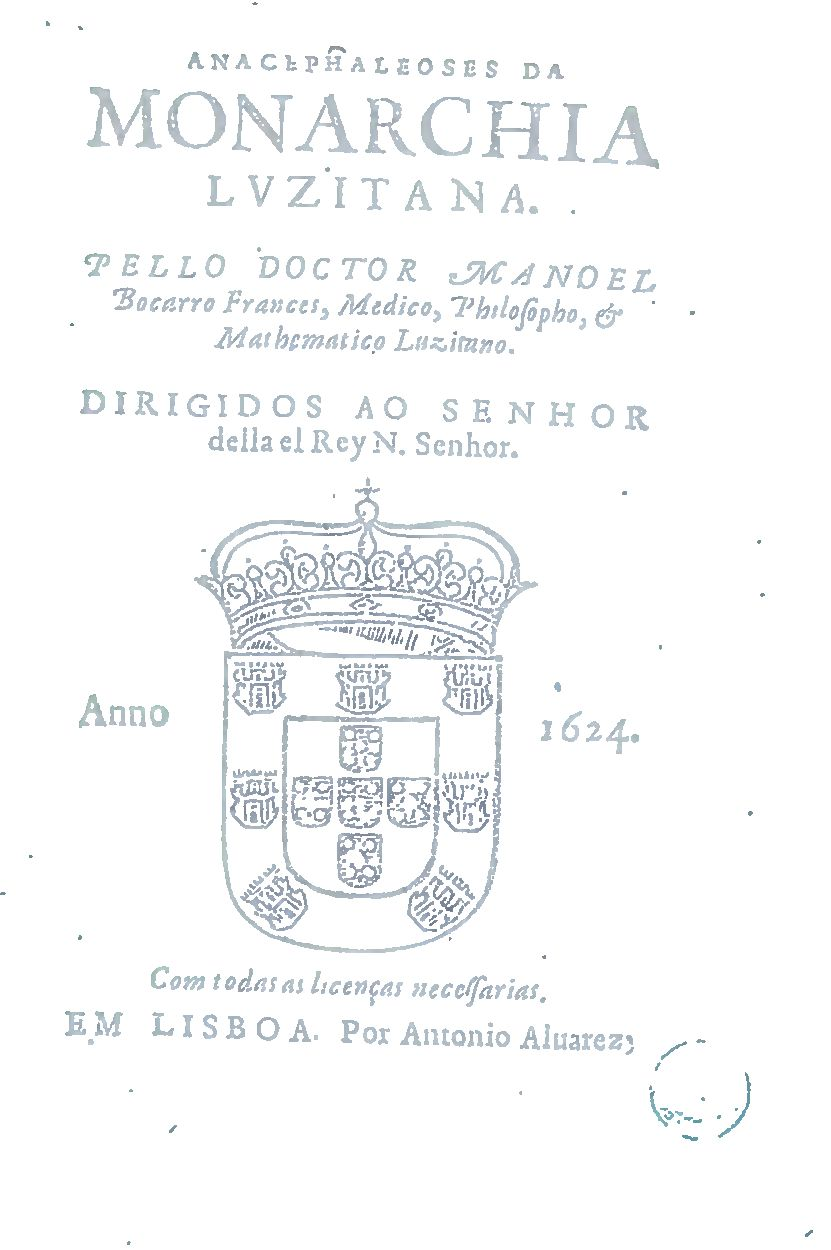
"Monarchia Luzitana", 1624.

Manuel Bocarro Francês, também referido como Jacob Rosales (Lisboa, 1588 ou 1593 - Florença, 1668) foi um português, médico, astrónomo, matemático e poeta.
O seu contemporâneo e escritor padre António Vieira foi um grande admirador da sua poesia épica, a «'Anacephaleoses da Monarquia Lusitana'» editada em 1624, chegando mesmo a resumi-la no que apelidou de "narração poética e elegante" em «A Palavra do Pregador Empenhada e Defendida». 

## Biografia
Era irmão de António Bocarro, filhos de de Fernão Bocarro, médico, na cidade de Lisboa e de Isabel Nunes, cristãos-novos, e bisnetos de António Bocarro, capitão da Praça-forte de Safim.
Foi aluno da Aula da Esfera, no Colégio de Santo Antão de Lisboa e depois doutorou-se pela Universidade de Montpellier (de onde ser dito "Francês"), pela Universidade de Alcalá de Henares (tendo recebido nesta última o grau pelo catedrático Pedro Garcia Carrero), e também pela Universidade de Coimbra, possuindo conhecimentos de Matemática e de Astrologia. Estes últimos conhecimentos foram obtidos junto a mestres notáveis de seu tempo como Galileu Galilei e Johannes Kepler.
Obteve reconhecimento em sua atuação como médico em diversas cortes europeias, graças ao método que utilizava para o tratamento dos seus pacientes. Entre estes destacam-se os nomes das duas imperatrizes Leonor e Maria e do Príncipe da Dinamarca, filho de Cristiano IV.
Estando na Alemanha, o imperador Fernando III concedeu-lhe o título honorífico de Conde Palatino por alvará passado a 17 de julho de 1647. 
Enquanto astrónomo, fazendo uso da astrologia conforme era uso na época, prognosticava certos acontecimentos futuros nomeadamente a aclamação de D. João IV de Portugal e, por isso, foi preso pelos castelhanos, acusado de incitar a tumultos o povo português. Acedendo à sua liberdade pela intervenção de D. Fernando de Alvia, viajou para Roma, onde por benefício de impressão fez patente o vaticínio da Restauração de Portugal do jugo da Dinastia Filipina.
Faleceu com 74 anos, em Florença, após ter sido chamado para tratar a Duquesa de Strozzi.

## Obra
- Tratado dos Cometas que Apareceram em Novembro Passado de 1618 (1619);
- Anacephaleoses da Monarchia Luzitana (Lisboa, 1624)[5];
- Luz Pequena Lunar e Estelífera da Monarquia Lusitana, proibida pela Inquisição no século XVIII;
- Carmen Intelectuale (1639);
- Faetus Astrologicus (1644):
- Regnum Astrorum Reformatum (1644)[1].